# Diisopropylazodikarboxylát
Diisopropylazodikarboxylát (zkráceně DIAD) je organická sloučenina používaná jako reaktant v organické syntéze, například v Micunobových reakcích, kde oxiduje trifenylfosfin na trifenylfosfinoxid. Také se využívá k přípravě aza-Baylisových–Hillmanových aduktů z akrylátů. Také se používá k selektivnímu odstraňování N-benzylových chránicích skupin za přítomnosti dalších chránicích skupin.
Použití této látky se někdy upřednostňuje oproti diethylazodikarboxylátu (DEAD), protože se u ní vyskytují silnější sterické efekty, díky čemuž je méně náchylná k tvorbě hydrazidových vedlejších produktů.